# Nokia Cup 1999 - Qualificazioni singolare
Le qualificazioni del singolare  del Nokia Cup 1999 sono state un torneo di tennis preliminare per accedere alla fase finale della manifestazione. I vincitori dell'ultimo turno sono entrati di diritto nel tabellone principale. In caso di ritiro di uno o più giocatori aventi diritto a questi sono subentrati i lucky loser, ossia i giocatori che hanno perso nell'ultimo turno ma che avevano una classifica più alta rispetto agli altri partecipanti che avevano comunque perso nel turno finale.

## Players

### Teste di serie
1. Katarína Studeníková (ultimo turno, Lucky Loser)
2. Evgenija Kulikovskaja (primo turno)
3. Barbara Schwartz (primo turno)
4. Aleksandra Olsza (secondo turno)

1. Miriam Schnitzer (primo turno)
2. Patricia Wartusch (secondo turno)
3. Amanda Hopmans (qualificata)
4. Sandra Načuk (primo turno)

### Qualificate
1. Amanda Hopmans
2. Julia Abe

1. Denisa Chládková
2. Anca Barna

#### Lucky Loser
1. Katarína Studeníková

## Tabellone qualificazioni

### Legenda
| - Q = Qualificato - WC = Wild card - LL = Lucky loser | - ALT = Alternate - SE = Special Exempt - PR = Protected Ranking | - w/o = Walkover - r = Ritirato - d = Squalificato |

### Sezione 1
|  | Primo turno     | Primo turno          | Primo turno          | Primo turno | Primo turno |  |  | Secondo turno | Secondo turno        | Secondo turno        | Secondo turno  | Secondo turno |   |   | Ultimo turno | Ultimo turno         | Ultimo turno | Ultimo turno | Ultimo turno |  |
|  |                 |                      |                      |             |             |  |  |               |                      |                      |                |               |   |   |              |                      |              |              |              |  |
|  | 1               | Katarína Studeníková | Katarína Studeníková | 6           | 6           |  |  |               |                      |                      |                |               |   |   |              |                      |              |              |              |  |
|  | WC              | Libuše Průšová       | Libuše Průšová       | 3           | 0           |  |  | 1             | Katarína Studeníková | Katarína Studeníková | 6              | 6             |   |   |              |                      |              |              |              |  |
|  | Joanne Ward     | Joanne Ward          | Joanne Ward          | 4           | 5           |  |  |               | Syna Schmidle        | Syna Schmidle        | 2              | 3             |   |   |              |                      |              |              |              |  |
|  | Syna Schmidle   | Syna Schmidle        | Syna Schmidle        | 6           | 7           |  |  |               |                      |                      |                |               |   |   | 1            | Katarína Studeníková | 6            | 2            | 6            |  |
|  | Karin Kschwendt | Karin Kschwendt      | Karin Kschwendt      | 79          | 7           |  |  |               |                      | 7                    | Amanda Hopmans | 3             | 6 | 1 |              |                      |              |              |              |  |
|  | Martina Suchá   | Martina Suchá        | Martina Suchá        | 67          | 5           |  |  |               | Karin Kschwendt      | Karin Kschwendt      | 2              | 1             |   |   |              |                      |              |              |              |  |
|  |                 | Sandra Klösel        | Sandra Klösel        | 6(1)        | 5           |  |  | 7             | Amanda Hopmans       | Amanda Hopmans       | 6              | 6             |   |   |              |                      |              |              |              |  |
|  | 7               | Amanda Hopmans       | Amanda Hopmans       | 7           | 7           |  |  |               |                      |                      |                |               |   |   |              |                      |              |              |              |  |

### Sezione 2
|  | Primo turno       | Primo turno           | Primo turno           | Primo turno | Primo turno |  |  | Secondo turno | Secondo turno     | Secondo turno     | Secondo turno    | Secondo turno    |   |   | Ultimo turno | Ultimo turno | Ultimo turno | Ultimo turno | Ultimo turno |  |
|  |                   |                       |                       |             |             |  |  |               |                   |                   |                  |                  |   |   |              |              |              |              |              |  |
|  | 4                 | Aleksandra Olsza      | 6                     | 3           | 7           |  |  |               |                   |                   |                  |                  |   |   |              |              |              |              |              |  |
|  | WC                | Veronika Raimrová     | 4                     | 6           | 5           |  |  | 4             | Aleksandra Olsza  | Aleksandra Olsza  | 5                | 5                |   |   |              |              |              |              |              |  |
|  | Marion Maruska    | Marion Maruska        | Marion Maruska        | 2           | 4           |  |  |               | Julia Abe         | Julia Abe         | 7                | 7                |   |   |              |              |              |              |              |  |
|  | Julia Abe         | Julia Abe             | Julia Abe             | 6           | 6           |  |  |               |                   |                   |                  |                  |   |   | Julia Abe    | Julia Abe    | Julia Abe    | 6            | 7            |  |
|  | Janette Husárová  | Janette Husárová      | 2                     | 6           | 6           |  |  |               |                   | Janette Husárová  | Janette Husárová | Janette Husárová | 1 | 5 |              |              |              |              |              |  |
|  | Zuzana Ondrášková | Zuzana Ondrášková     | 6                     | 2           | 1           |  |  |               | Janette Husárová  | Janette Husárová  | 7                | 6                |   |   |              |              |              |              |              |  |
|  | WC                | Veronika Ctvrtnicková | Veronika Ctvrtnicková | 1           | 3           |  |  | 6             | Patricia Wartusch | Patricia Wartusch | 6(1)             | 2                |   |   |              |              |              |              |              |  |
|  | 6                 | Patricia Wartusch     | Patricia Wartusch     | 6           | 6           |  |  |               |                   |                   |                  |                  |   |   |              |              |              |              |              |  |

### Sezione 3
|  | Primo turno     | Primo turno      | Primo turno      | Primo turno | Primo turno |  |  | Secondo turno    | Secondo turno    | Secondo turno    | Secondo turno    | Secondo turno |   |   | Ultimo turno | Ultimo turno  | Ultimo turno | Ultimo turno | Ultimo turno |  |
|  |                 |                  |                  |             |             |  |  |                  |                  |                  |                  |               |   |   |              |               |              |              |              |  |
|  | 8               | Sandra Načuk     | 3                | 6           | 3           |  |  |                  |                  |                  |                  |               |   |   |              |               |              |              |              |  |
|  |                 | Linda Wild       | 6                | 4           | 6           |  |  |                  | Linda Wild       | 6                | 4                | 1             |   |   |              |               |              |              |              |  |
|  | WC              | Dája Bedáňová    | 3                | 6           | 6           |  |  | WC               | Dája Bedáňová    | 4                | 6                | 6             |   |   |              |               |              |              |              |  |
|  |                 | Alena Vašková    | 6                | 2           | 3           |  |  |                  |                  |                  |                  |               |   |   | WC           | Dája Bedáňová | 4            | 7            | 65           |  |
|  | Julie Pullin    | Julie Pullin     | Julie Pullin     | 0           | 3           |  |  |                  |                  |                  | Denisa Chládková | 6             | 5 | 7 |              |               |              |              |              |  |
|  | Sandra Kleinová | Sandra Kleinová  | Sandra Kleinová  | 6           | 6           |  |  | Sandra Kleinová  | Sandra Kleinová  | Sandra Kleinová  | 1                | 1             |   |   |              |               |              |              |              |  |
|  |                 | Denisa Chládková | Denisa Chládková | 6           | 6           |  |  | Denisa Chládková | Denisa Chládková | Denisa Chládková | 6                | 6             |   |   |              |               |              |              |              |  |
|  | 3               | Barbara Schwartz | Barbara Schwartz | 4           | 4           |  |  |                  |                  |                  |                  |               |   |   |              |               |              |              |              |  |

### Sezione 4
|  | Primo turno       | Primo turno           | Primo turno           | Primo turno | Primo turno |  |  | Secondo turno    | Secondo turno    | Secondo turno    | Secondo turno    | Secondo turno |   |   | Ultimo turno | Ultimo turno | Ultimo turno | Ultimo turno | Ultimo turno |  |
|  |                   |                       |                       |             |             |  |  |                  |                  |                  |                  |               |   |   |              |              |              |              |              |  |
|  | 5                 | Miriam Schnitzer      | 1                     | 6           | 3           |  |  |                  |                  |                  |                  |               |   |   |              |              |              |              |              |  |
|  |                   | Sybille Bammer        | 6                     | 1           | 6           |  |  | Sybille Bammer   | Sybille Bammer   | Sybille Bammer   | 64               | 4             |   |   |              |              |              |              |              |  |
|  | Anca Barna        | Anca Barna            | Anca Barna            | 6           | 6           |  |  | Anca Barna       | Anca Barna       | Anca Barna       | 7                | 6             |   |   |              |              |              |              |              |  |
|  | Sandra Dopfer     | Sandra Dopfer         | Sandra Dopfer         | 2           | 3           |  |  |                  |                  |                  |                  |               |   |   | Anca Barna   | Anca Barna   | 6            | 4            | 6            |  |
|  | Laurence Courtois | Laurence Courtois     | 7                     | 5           | 4           |  |  |                  |                  | Elena Dement'eva | Elena Dement'eva | 4             | 6 | 4 |              |              |              |              |              |  |
|  | Petra Mandula     | Petra Mandula         | 65                    | 7           | 6           |  |  | Petra Mandula    | Petra Mandula    | 2                | 6                | 4             |   |   |              |              |              |              |              |  |
|  |                   | Elena Dement'eva      | Elena Dement'eva      | 6           | 6           |  |  | Elena Dement'eva | Elena Dement'eva | 6                | 4                | 6             |   |   |              |              |              |              |              |  |
|  | 2                 | Evgenija Kulikovskaja | Evgenija Kulikovskaja | 1           | 2           |  |  |                  |                  |                  |                  |               |   |   |              |              |              |              |              |  |